# Conus haytensis
Espèce
Conus haytensis est une espèce fossile de mollusques gastéropodes marins de la famille des Conidae.

## Description
La taille de la coquille varie entre 21 mm et 36 mm.

## Distribution
Cette espèce marine n'est connue qu'à l'état fossile et a été trouvée dans le Néogène de la République dominicaine.

## Taxonomie

### Publication originale
L'espèce Conus haytensis a été décrite pour la première fois en 1850 par le naturaliste, illustrateur et conchyliologiste britannique George Brettingham Sowerby I (1788-1854),.